# 采林諾耶區 (庫爾干州)

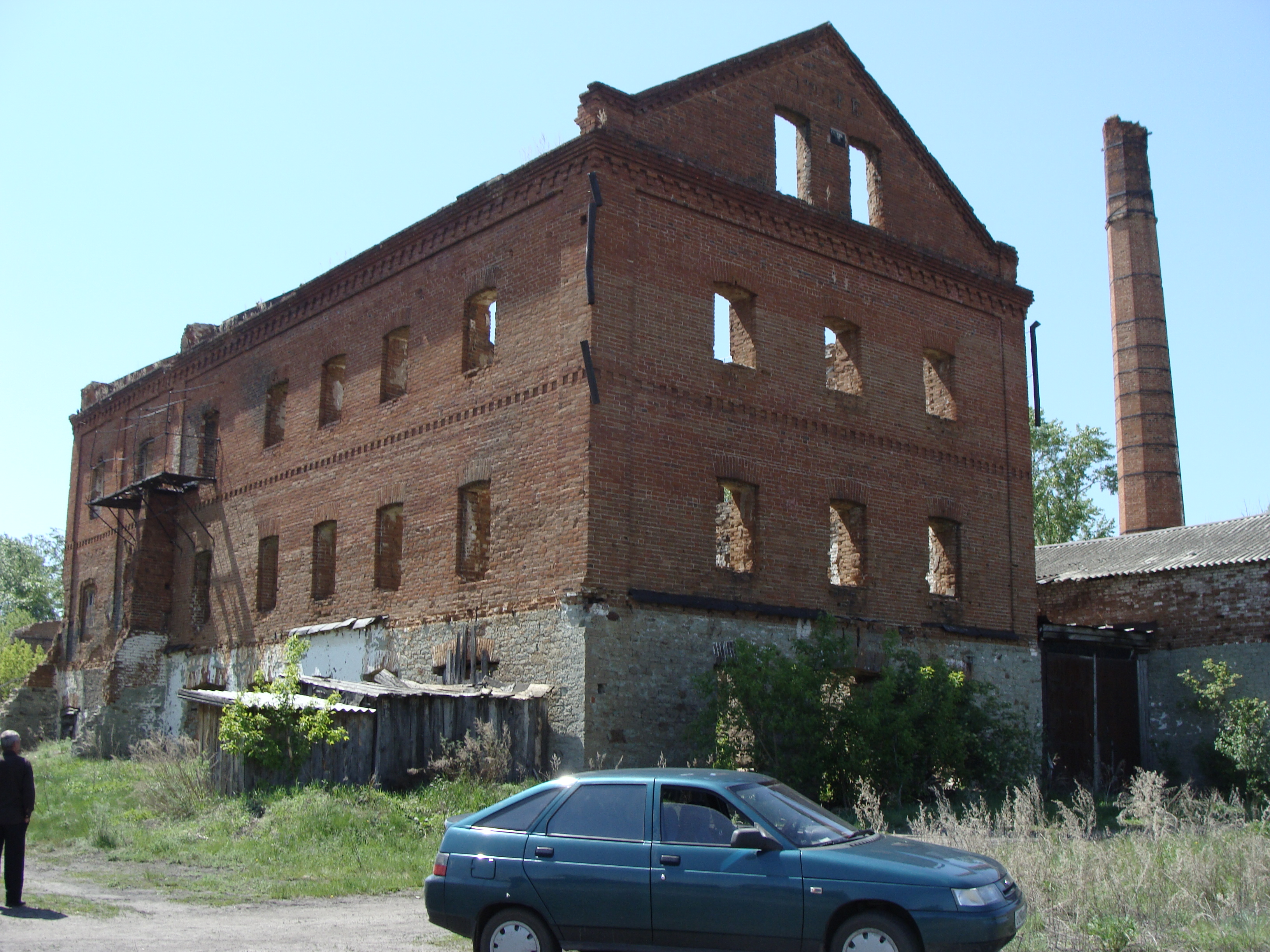

54°30′03″N 63°40′09″E / 54.50083°N 63.66917°E
采林諾耶區（俄语：Целинный район），是俄羅斯的一個區，位於該國南部，由庫爾干州負責管轄，面積約3,460平方公里，2010年該地區人口17,187，人口密度每平方公里4.97人。